# Cursor (universiteitsblad)
Cursor is het onafhankelijk medium voor studenten en medewerkers van de Technische Universiteit Eindhoven (TU/e).

## Geschiedenis
Van 1957 tot en met 2017 werd er bijna wekelijks een blad gemaakt. Sinds 2018 verschijnt Cursor alleen online. De website publiceert van maandag tot en met vrijdag (behalve in kerst- en zomervakantie) nieuws, onderzoeksjournalistiek en opiniestukken die te maken hebben met de TU/e, hoger onderwijs, (wetenschappelijk) onderzoek en het studentenleven in Eindhoven.
De redactie is gevestigd in het Auditorium op de TU/e-campus in Eindhoven. In 2023 was de hoofdredacteur Han Konings en werkten er zes redactieleden bij Cursor. Het heeft een redactiestatuut en een redactieraad die de onafhankelijkheid van het medium moet waarborgen.
In 1988 sloot Cursor zich aan bij Stichting Hoger Onderwijs Persbureau (HOP).